# Nossa Senhora de Lourdes
Nossa Senhora de Lourdes é uma das invocações marianas atribuídas à Virgem Maria e que surgiu com base nos relatos das aparições que foram presenciadas por Santa Bernardete Soubirous, numa gruta de Lourdes, na França. Ocorreram no ano previsto por Nossa Senhora de La Salette, também em França, em 1846, doze anos antes, e foram reconhecidas pela Igreja Católica.

## História
As aparições de Nossa Senhora de Lourdes começaram no dia 11 de fevereiro de 1858, quando Santa Bernadette Soubirous, com 14 anos de idade, foi questionada por sua mãe, pois afirmava ter visto uma "dama" na gruta de Massabielle, cerca de 17 minutos a pé da cidade, enquanto ela estava recolhendo lenha com a irmã e uma amiga. A "dama" também apareceu em outras ocasiões para Santa Bernadette.
Santa Bernadette Soubirous foi canonizada como santa. A primeira aparição da "Senhora", relatada por ela foi em 11 de fevereiro. O Papa Pio IX autorizou o bispo local para permitir a veneração da Virgem Maria em Lourdes, em 1862. 
Em 11 de Fevereiro de 1858, Bernadette Soubirous foi com a irmã Toinette e Jeanne Abadie para recolher um pouco de lenha, a fim de vendê-la e poder comprar pão. Quando ela tirou os sapatos e as meias para atravessar a água, junto à das gruta de Massabielle, ela ouviu o som de duas rajadas de vento, mas as árvores e arbustos não se mexaram. Bernadette viu uma luz na gruta e uma menina, tão pequena como ela, vestida de branco, com uma faixa-azul presa em sua cintura com um rosário em suas mãos em oração e rosas de ouro amarelo, uma em cada pé. Bernadette tentou manter isso em segredo, mas Toinette disse a mãe. Por essa razão ela e sua irmã receberam castigo corporal pela sua história. Três dias depois, Bernadete voltou à gruta com as outras duas meninas. Ela trouxe água benta para utilizar na aparição, a fim testá-la e saber se não "era maligna",  porém a visão apenas inclinou a cabeça com gratidão, quando a água foi dada a ela.
Em 18 de fevereiro, ela foi informada pela senhora para retornar à gruta, durante um período de duas semanas. A senhora teria dito: "Eu prometo fazer você feliz não neste mundo, mas no próximo". Após a notícia se espalhar, as autoridades policiais e municipais começaram a ter interesse. Santa Bernadette foi proibida pelos pais e o comissário de polícia Jacomet para ir lá novamente, mas ela foi assim mesmo. No dia 24 de Fevereiro, a aparição pediu oração e penitência pela conversão dos pecadores. No dia seguinte, a aparição convidou Bernadette a cavar o chão e beber a água da nascente que encontrou lá. Como a notícia se espalhou, essa água, foi administrada em pacientes de todos os tipos, e muitas curas milagrosas foram noticiadas. Sete dessas curas foram confirmados como desprovidas de qualquer explicação médica pelo professor Verges, em 1860. A primeira pessoa com um milagre certificado era uma mulher, cuja mão direita tinha sido deformada em conseqüência de um acidente. O governo vedou a Gruta e emitiu sanções mais duras para alguém que tentasse chegar perto da área fora dos limites. No processo, as aparições de Lourdes tornaram-se uma questão nacional na França, resultando na intervenção do imperador Napoleão III, com uma ordem para reabrir a gruta em 4 de Outubro de 1858. A Igreja decidiu ficar completamente longe da polêmica. 
Bernadette, conhecendo as localidades bem, conseguiu visitar a gruta à noite, mesmo quando vedada pelo governo. Lá, em 25 de março, a aparição lhe disse: "Eu sou a Imaculada Conceição" ("Je suis l'Immaculée Conception."). Um médico afirmou que suas mãos permaneceram ilesas, apesar de terem sido seguradas sobre uma vela acesa quando ela estava em estado de êxtase (domingo de Páscoa, 7 de abril). Em 16 de Julho, Bernadette foi pela última vez à gruta e relatou que "Eu nunca a tinha visto tão bonita antes". A Igreja, diante de perguntas de nível nacional, decidiu instituir uma comissão de inquérito (17 de Novembro de 1858). Em 18 de Janeiro de 1860, o bispo local declarou que: "A Virgem Maria apareceu de facto a jovem Bernadette Soubirous". Estes eventos estabeleceram o culto mariano de Lourdes, que, juntamente com Guadalupe, Fátima e Aparecida, é um dos santuários marianos mais freqüentados no mundo, ao qual viajam anualmente entre 4 e 6 milhões de peregrinos.
A veracidade das aparições de Lourdes não são um artigo de fé para os católicos, porém a Igreja Católica permite a veneração da aparição de Nossa Senhora em Lourdes para instrução e utilidade dos fiéis.  Não obstante todos os últimos papas visitaram este local. Bento XV, Pio XI e João XXIII foram quando ainda eram bispos, Pio XII, como delegado papal.  Ele também declarou uma peregrinação a Lourdes em uma encíclica na comemoração sobre o 100º aniversário das aparições, completados em 1958. São João Paulo II visitou Lourdes três vezes e o Papa Bento XVI concluiu uma visita lá em 15 de setembro de 2008 para comemorar o 150º aniversário das aparições em 1858.

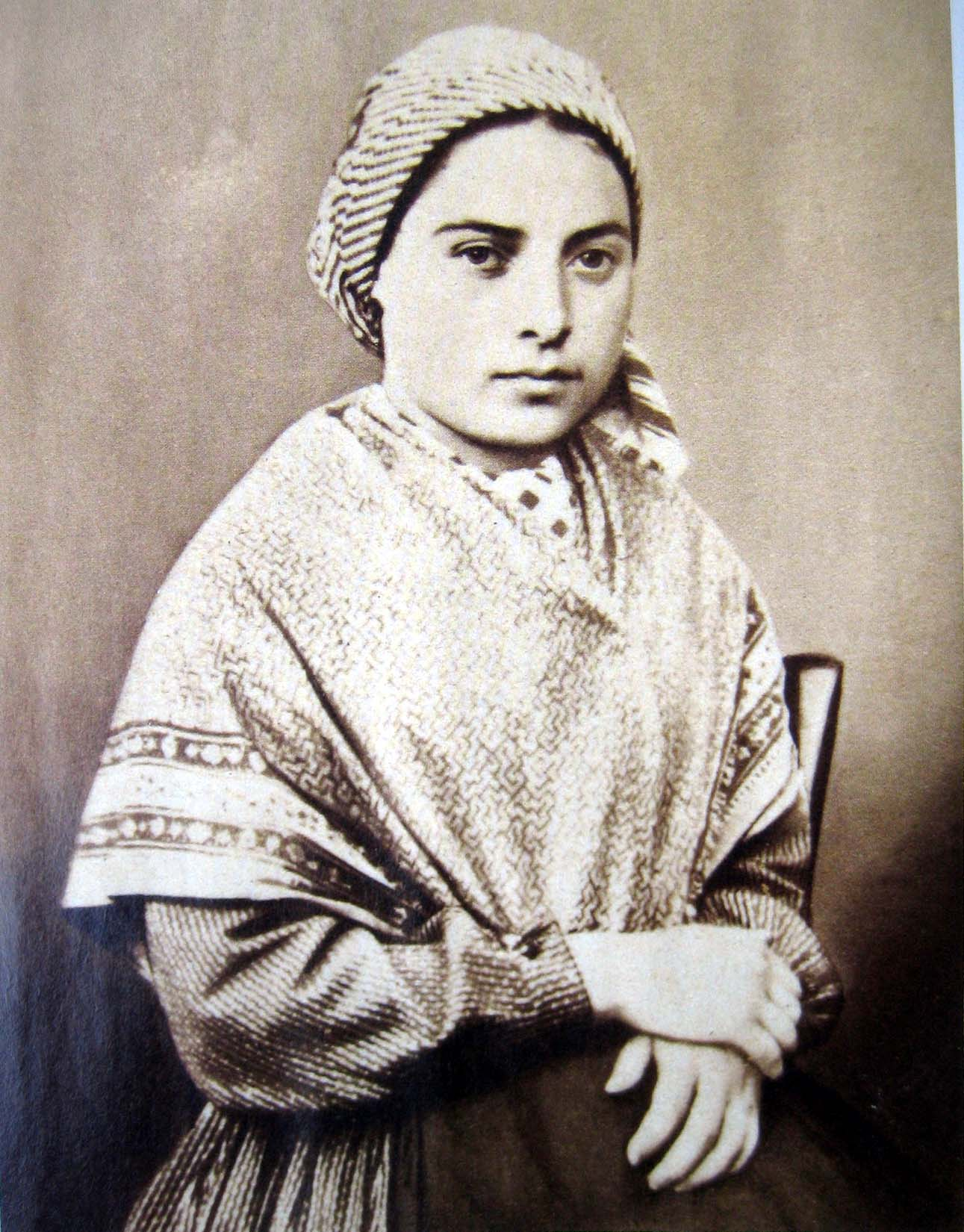
Santa Bernadette Soubirous, a vidente de Nossa Senhora em Lourdes
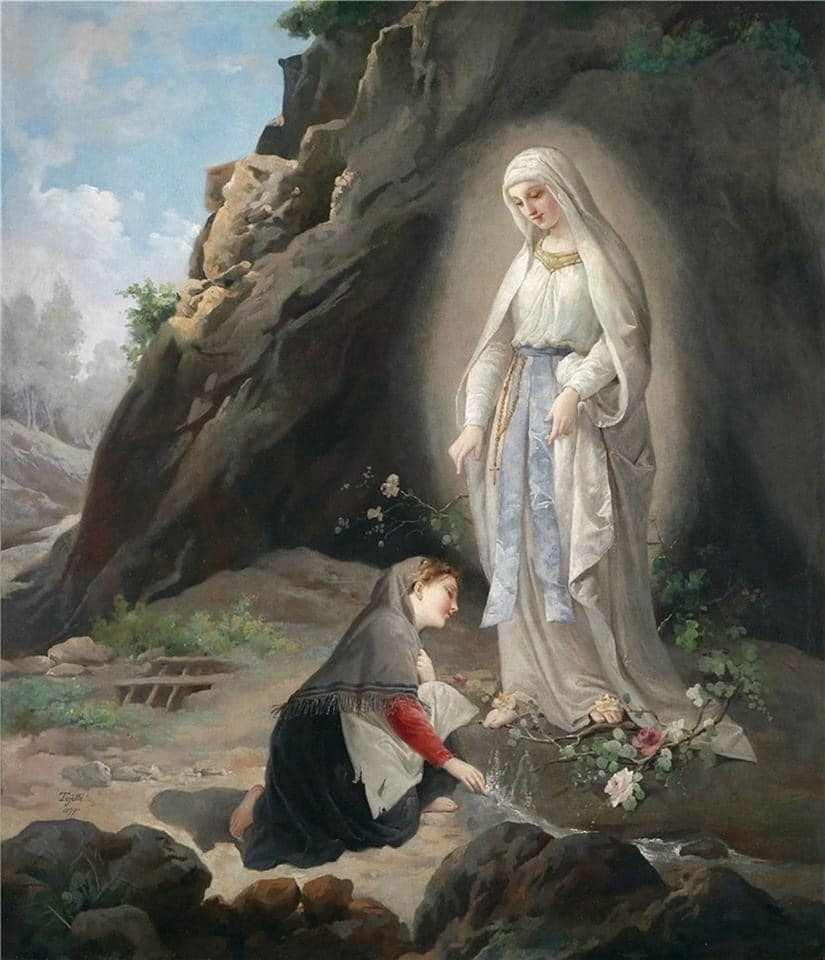
Pintura que retrata a aparição da Virgem Maria a Bernadette Soubirous em Lourdes
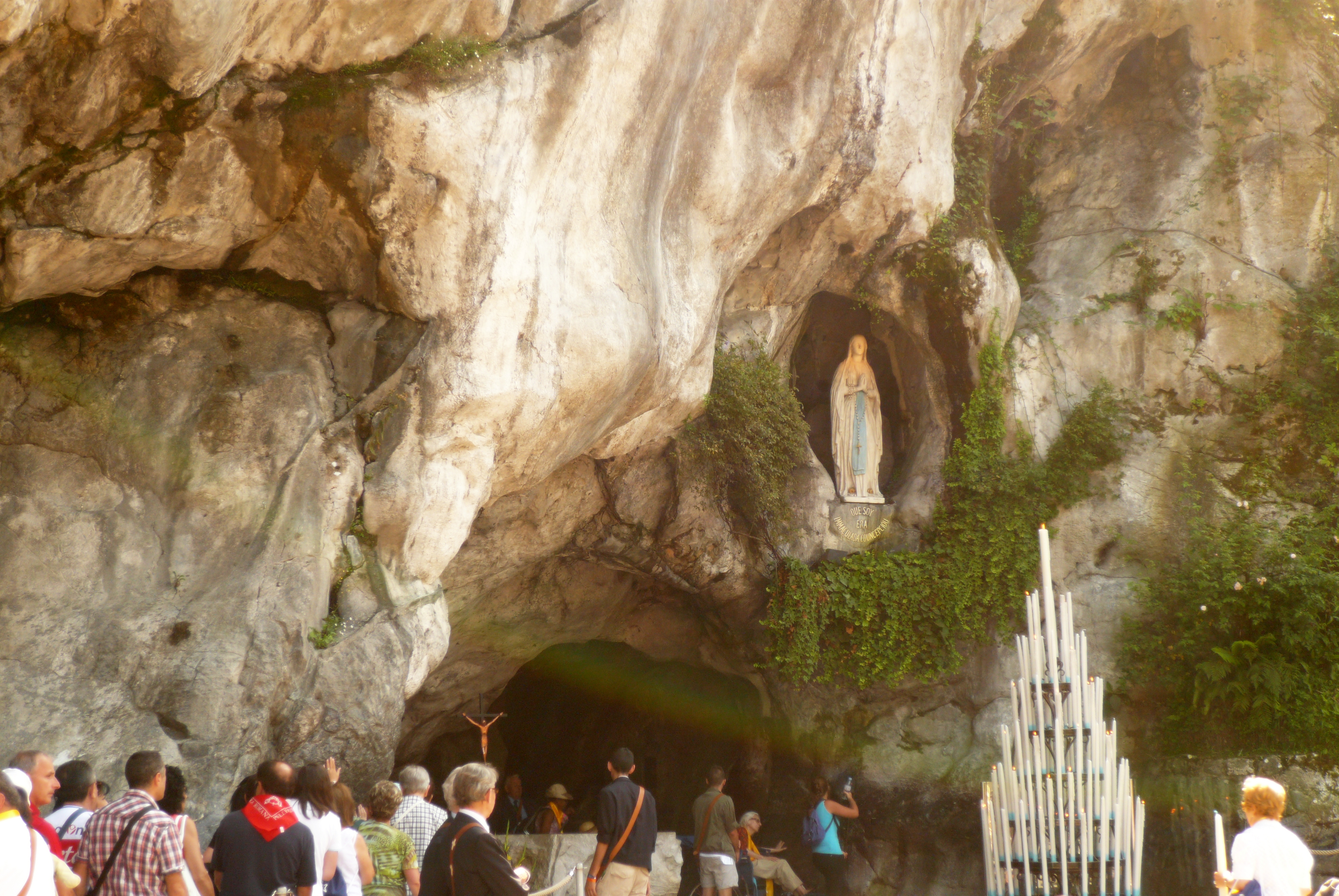
A gruta de Massabielle, em Lourdes, onde ocorreram as aparições de Nossa Senhora

## Posição da Igreja Católica
Em 18 de janeiro de 1862, Dom Laurence, bispo de Tarbes, deu a declaração solene: "Inspirados pela Comissão composta por sábios, doutores e experientes sacerdotes que questionaram a criança, estudaram os fatos, examinaram tudo e pesaram todas as provas. Chamamos também a ciência, e estamos convencidos de que as aparições são sobrenaturais e divinas, e que por conseqüência, o que Santa Bernadette viu foi a Santíssima Virgem Maria. Nossas convicções são baseadas no depoimento de Santa Bernadette, mas, sobretudo, sobre as coisas que têm acontecido, coisas que não podem ser outra coisa senão uma intervenção divina."
A Igreja Católica celebra uma missa em honra de Nossa Senhora de Lourdes (memória facultativa), em muitos países, em 11 de fevereiro de cada ano - o aniversário da primeira aparição. Havia uma longa tradição de interpretar o Cântico dos Cânticos (4,7) - "Tu és toda formosa, meu amor, não há mancha em ti", como uma alegoria à Imaculada Conceição e às aparições de Lourdes, isso até a reforma litúrgica na sequência do Concílio Vaticano II.

## O Santuário
O Santuário de Nossa Senhora de Lourdes é um complexo religioso com várias igrejas e outras instituições construída em torno da Gruta de Massabielle, na cidade de Lourdes, em França. Este terreno é uma propriedade administrada pela Igreja Católica e tem várias funções, incluindo atividades devocionais, escritórios e alojamentos para peregrinos doentes e seus ajudantes. O Santuário inclui a gruta e a fonte de Massabielle, torneiras próximas que dispensam a água milagrosa de Lourdes, e os escritórios do departamento médico de Lourdes, bem como várias capelas, igrejas e basílicas. Compreende uma área de 51 hectares, e inclui 22 lugares distintos de culto. Há seis línguas oficiais faladas no Santuário: francês, inglês, italiano, espanhol, holandês e alemão.
A afluência internacional de peregrinos católicos que chegam ao santuário dá-se, sobretudo, via aérea, através do Aeroporto de Tarbes-Lourdes-Pirenéus.

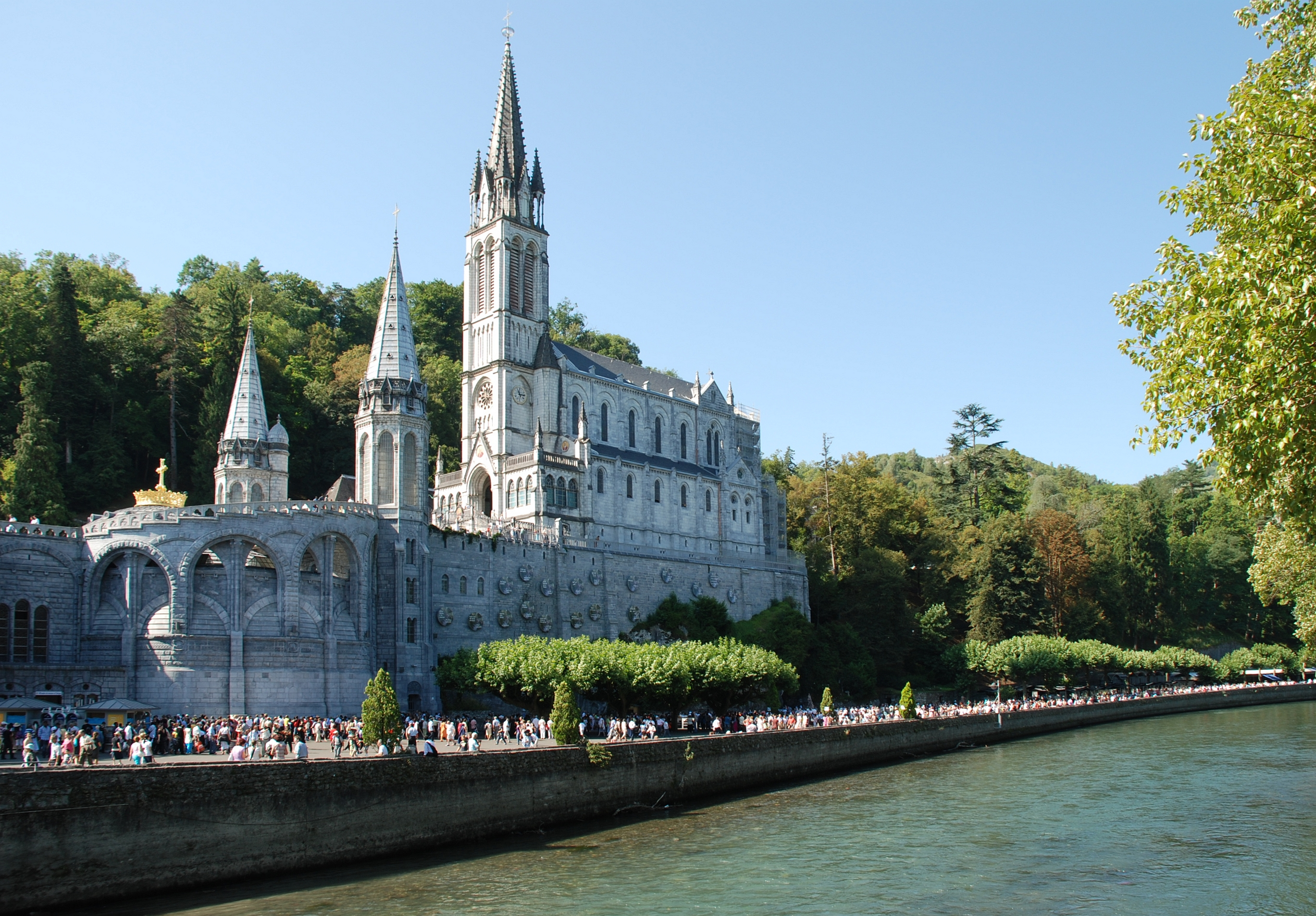
O Santuário de Lourdes e o rio Gave
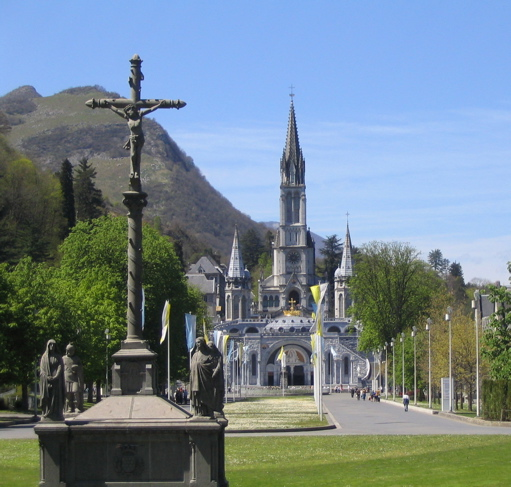
Santuário de Nossa Senhora de Lourdes

## Na cultura popular
Em 1943, a história se tornou a base do filme A Canção de Santa Bernadette. Jennifer Jones interpretou Bernadete, enquanto Linda Darnell retratou a Virgem Maria. O filme ganhou vários prêmios da Academia, incluindo um Oscar de Melhor Atriz por Jones. Na primeira cerimónia dos Globos de Ouro em 1944, Jones recebeu o prêmio de melhor atriz e o filme ganhou o Melhor Filme. 